# حسين فهمي باشا (معماري)
حسين باشا فهمي المعمار أو كوجك حسين بك (باشا لاحقاً) هو ابن عبد الكريم بك أخو محرم بك محافظ الإسكندرية الذي كان صهراً لمحمد علي باشا. تعلم في مكاتب مصر ودخل مدرسة السواري ثم اختير للسفر إلى فرنسا في بعثة سنة 1844 وهناك التحق بالمدرسة الحربية المصرية بباريس، ثم دخل في قسم السلك المدني الذي أعد فيها بأمر محمد علي باشا ثم تخرج منه والتحق بمدرسة الهندسة العليا بباريس، ولما أتم علومها عاد إلى مصر في عهد عباس الأول وسنه 22 عام فأنعم عليه برتبة أمير ألاي. شغل عدة مناصب منها مدير جمرك الإسكندرية ثم محافظ السويس ثم وكيلاً لديوان الأوقاف وهي الوظيفة التي قام خلالها بتصميم مسجد الرفاعي وكذلك بناء أقسام بوليس مصر ومدرسة والدة محمد علي باشا بباب الحديد تجاه مسجد أولاد عنان. اشتهر حسين باشا أثناء دراسته بفرنسا باسم كوجك حسين بك تمييزاً له عن حسين بك نجل محمد علي باشا الذي كان زميلاً له بالدراسة، ثم عرف بعد ذلك باسم حسين باشا فهمي المعمار. كان حسين باشا منزوياً عن الناس واشتهر بعلمه الواسع وتفننه في علوم المعمار وإحاطته باللغة الفرنسية مع الخلق الكريم والخلال الفاضلة. كان له ابن اسمه إسكندر بك عزيز كان مهندساً بديوان الأوقاف وتوفي عن ولد وحيد اسمه قبلان، له من الذرية حفيد من ابنته اسمه أصلان بك فهمي. وأدركت الوفاة حسين باشا فهمي سنة 1891.:292:295

## نسبه
حسين باشا فهمي هو ابن عبد الكريم أفندي "ضابط بحرية في عهد محمد علي باشا"، وعبد الكريم أفندي هو أخو محرم بك صهر محمد علي باشا وأول رئيس للبحرية المصرية ومحافظ الإسكندرية.:114:115 كان جد حسين باشا هو من كفل محمد علي باشا في قوله بعد وفاة والده، فرد محمد علي باشا الجميل برعاية أبنائه عبد الكريم ومحرم، فزوج محرم بك من ابنته تفيدة هانم، وأرسل عبد الكريم بك إلى أوروبا لتلقي العلوم البحرية.:294

## دراسته
كان كوجك حسين بك أحد تلاميذ مدرسة الشبان المصريين الذين بعث بهم والي مصر محمد علي باشا إلى باريس، وكانت هذه المدرسة تدار بصورة عسكرية وكانت مدرسة تحضيرية للمدارس الحربية العليا بفرنسا أو من يؤهل لبعض مدارس فرنسا المدنية كانت مدة الدراسة بها 3 سنوات. ولتفوق حسين بك بالمدرسة منح في 11 يناير 1846 رتبة أونباشي ضمن عشرة من تلاميذ المدرسة المتفوقين.:183:201 كما نال جائزة عبارة عن علبة فضية كأحد الطلاب التلاميذ الأوائل الذين فازوا على أقرانهم في الامتحانات.:204:208